# Caá Yarí (déesse)
Pour les articles homonymes, voir Caá Yarí.
Caá Yarí est la déesse des cheveux argentés et la maîtresse du maté de la mythologie guaranie. Elle récompense les humains en leur offrant l'herbe du maté.